# Császárkorona
A császárkorona vagy császárliliom (Fritillaria imperialis) az egyszikűek (Liliopsida) osztályának liliomvirágúak (Liliales) rendjébe, ezen belül a liliomfélék (Liliaceae) családjába tartozó faj.
Fogyasztása tilos, szerepel az OGYÉI tiltólistáján is.

## Előfordulása
A császárkorona eredeti előfordulási területe Ázsia nyugatibb és középső részei. Törökországtól kezdve Irakon, Iránon és Afganisztánon keresztül, Pakisztán himalájai részéig vadon is fellelhető. Ausztriába, Szicíliára és Washington államba sikeresen betelepítették.
Világszerte közkedvelt kerti dísznövény.

## Változata
- Fritillaria imperialis var. chitralensis auct. - szin: Fritillaria chitralensis (auct.) B.Mathew

## Megjelenése
Ez a növény általában 1 méter magasra nő meg. A szárán fényesen zöld, hosszú, lándzsavégalakú levelek ülnek. A virágai lekonyulnak és egymást érintik; fölöttük rövidebb levelek helyezkednek el. Az eredeti vadon növő virág, narancssárgás-vörös színű; azonban a termesztett változatok skarlátvörösek, narancssárgák és tiszta sárgák is lehetnek.

## Életmódja
Az északi félgömbön tavasszal és késő tavasszal virágzik. A virágai rókaszerű szagot árasztanak, melyek elrettentik a kisebb emlősöket, mint például az egereket és vakondokat. A liliombogár (Lilioceris lilii) kárt tehet benne.
A homokos, jó lefolyású talajokat kedveli. A teljes napsütést igényeli. Ültetéskor a hagymáját (bulbus) oldalra kell fektetni, nehogy a tetején lévő mélyedésbe víz gyűljön és megrothadjon.

## Képek

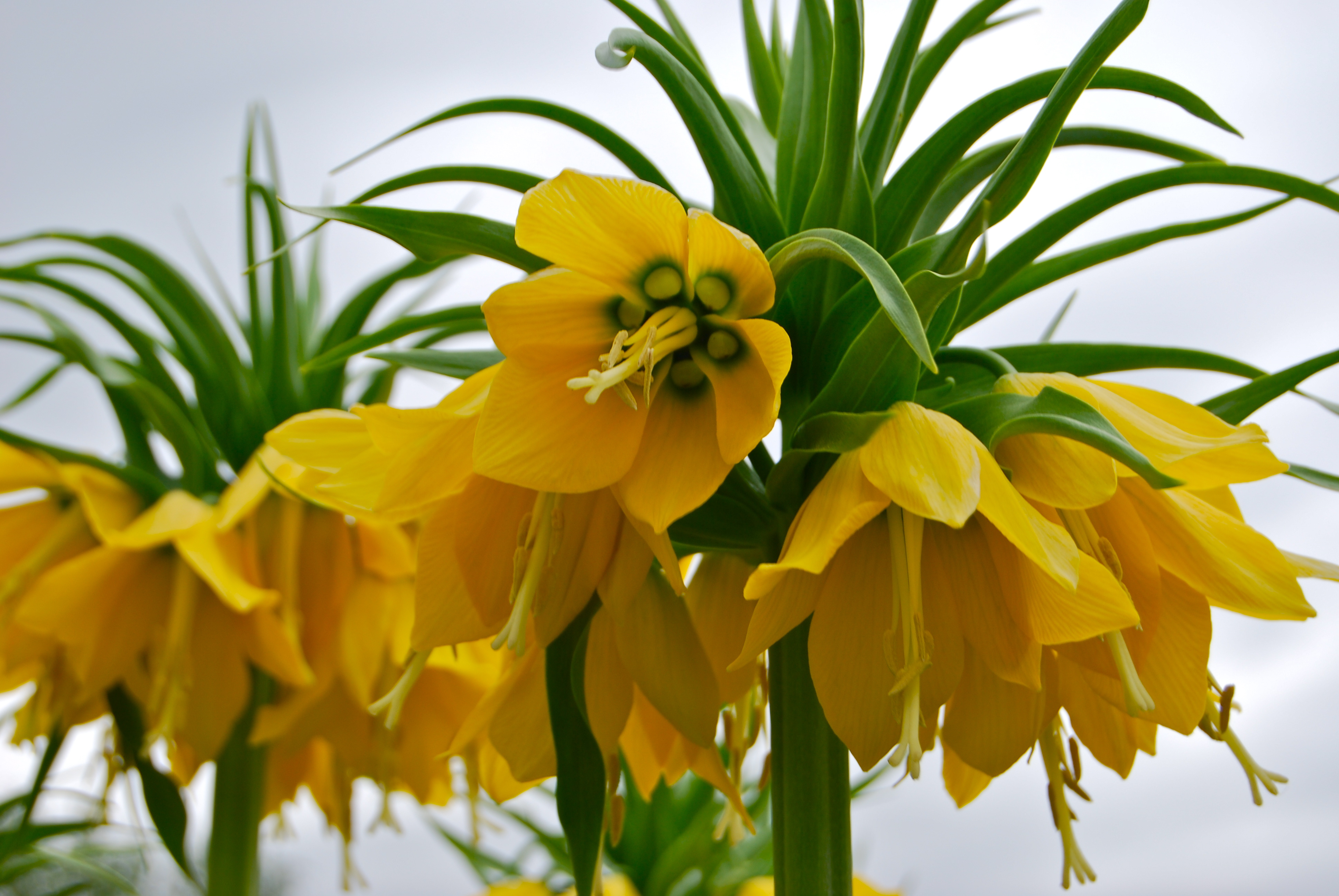
'Lutea'
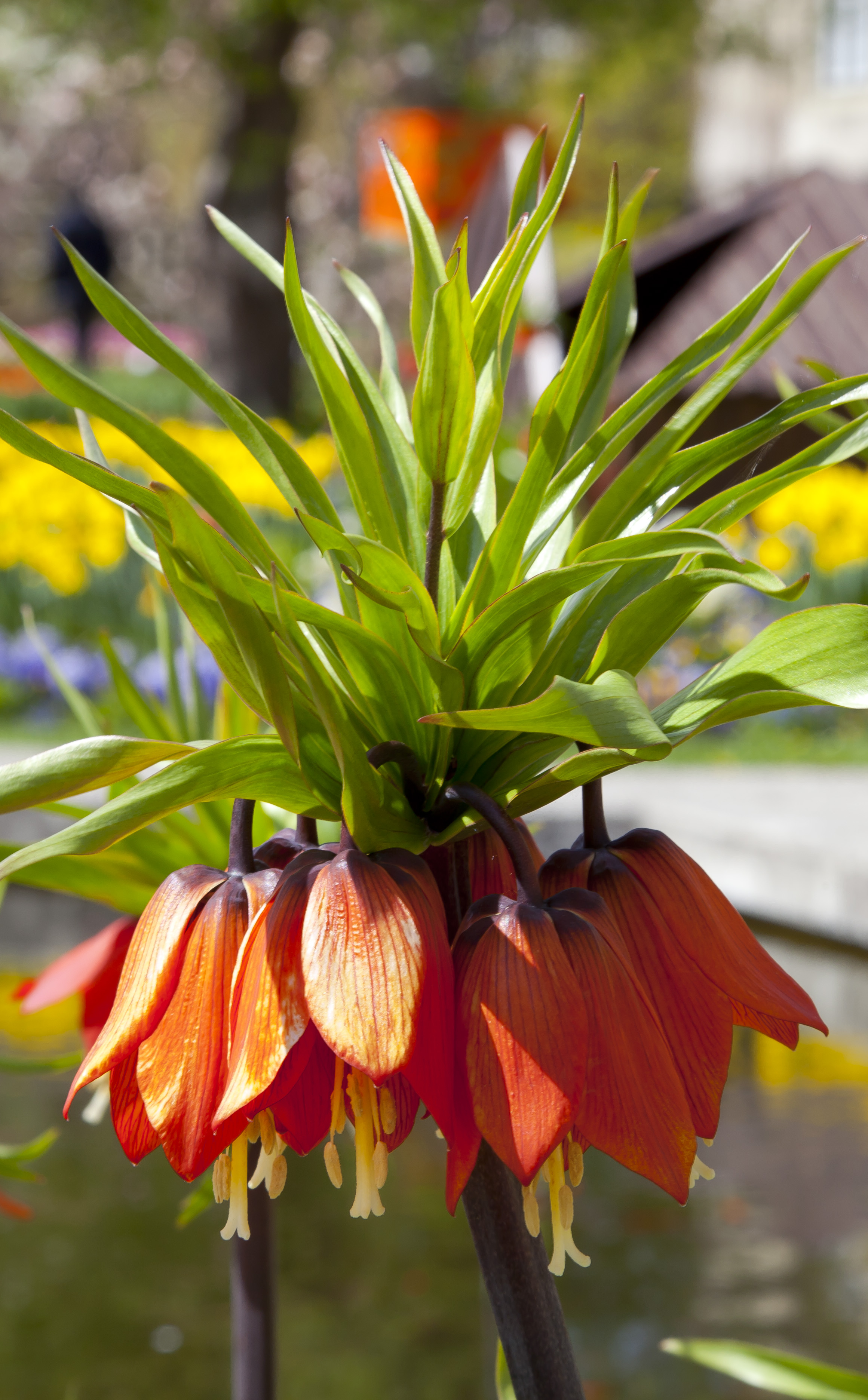
'Rubra Maxima'
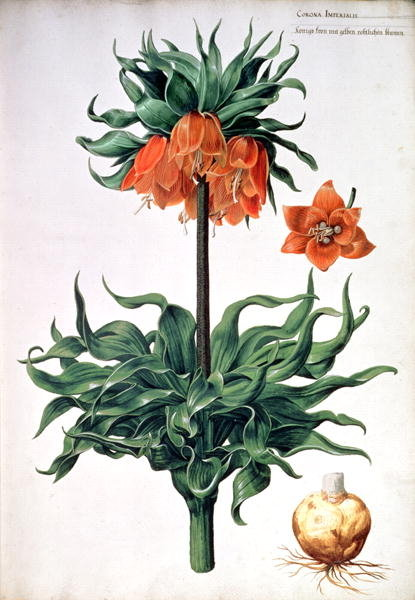
Rajz a növényről és részeiről
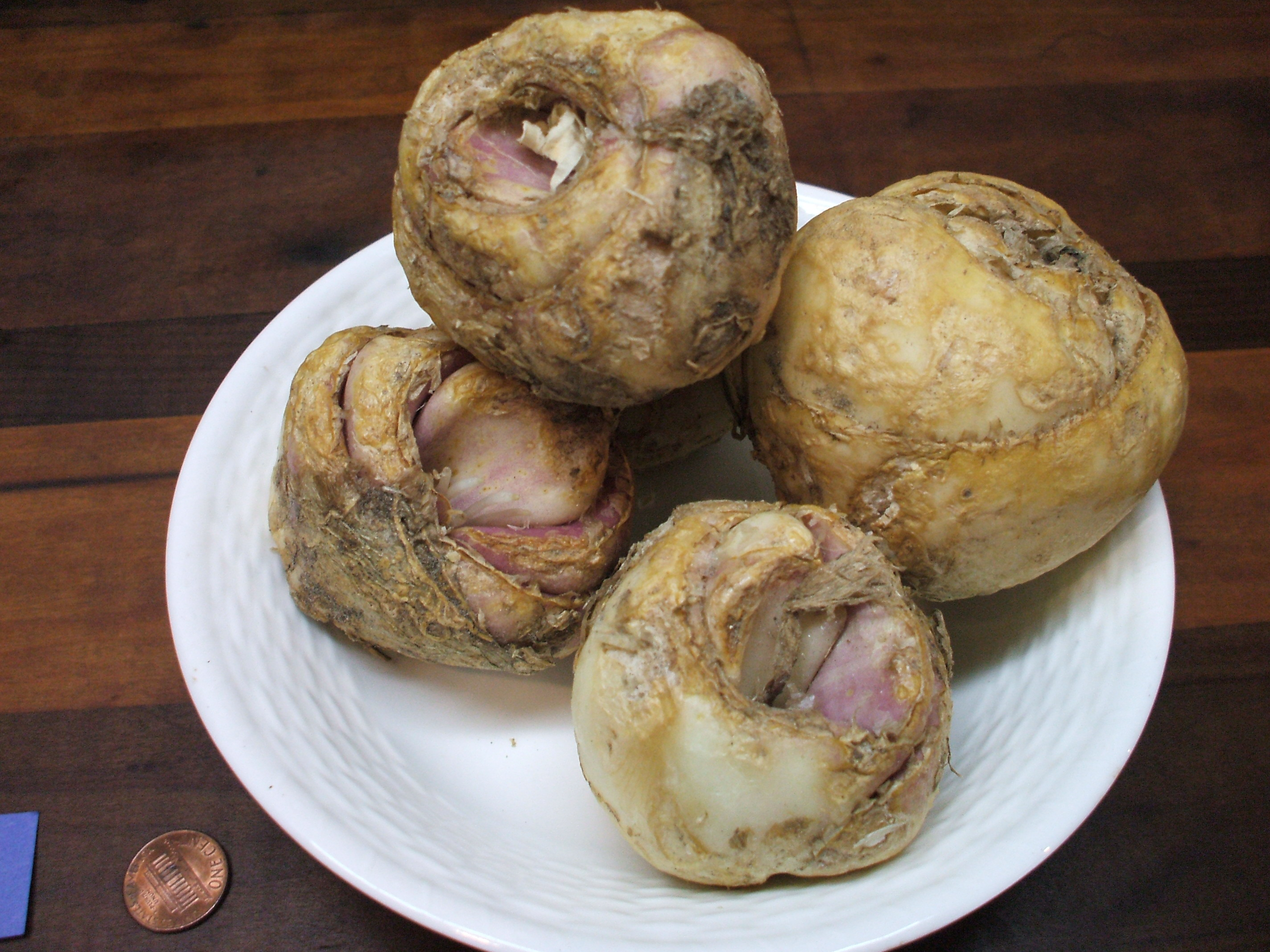
Hagymái

### Fordítás
- Ez a szócikk részben vagy egészben  a   Fritillaria imperialis című angol Wikipédia-szócikk ezen változatának fordításán alapul.  Az eredeti cikk szerkesztőit annak laptörténete sorolja fel. Ez a jelzés csupán a megfogalmazás eredetét és a szerzői jogokat jelzi, nem szolgál a cikkben szereplő információk forrásmegjelöléseként.